# Discalma malefidaria
Discalma malefidaria är en fjärilsart som beskrevs av Paul Mabille 1880. Discalma malefidaria ingår i släktet Discalma och familjen mätare. Inga underarter finns listade i Catalogue of Life.